# Comuna Maieru, Bistrița-Năsăud
Maieru este o comună în județul Bistrița-Năsăud, Transilvania, România, formată din satele Anieș și Maieru (reședința).

## Personalități

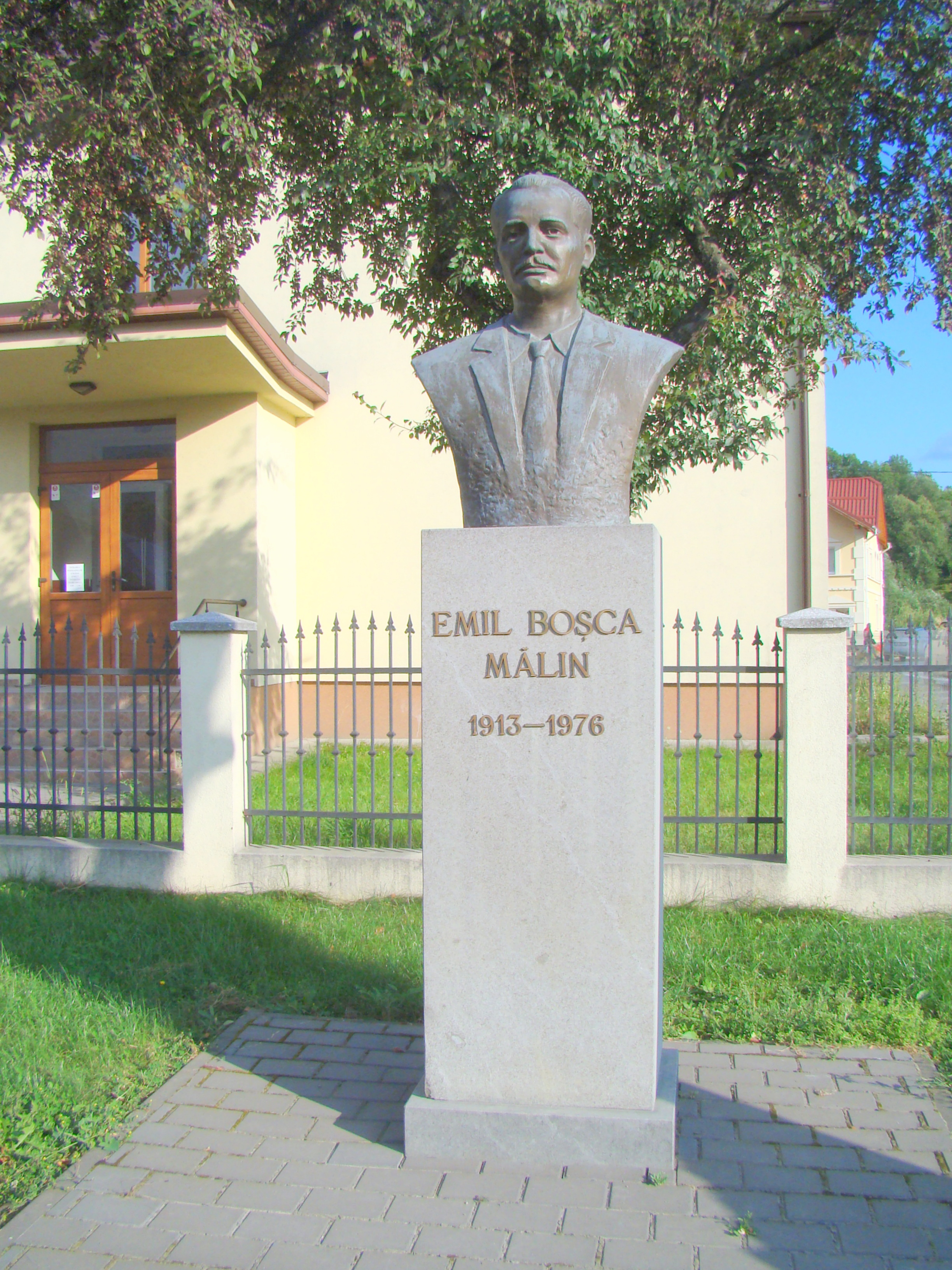
Bustul lui Emil Boșca-Mălin din Maieru

- Emil Boșca-Mălin (1913, Maieru-1976). "Lupta presei transilvane" (publicată în 1945);
- Emil Rebreanu (1891 - 1917), ofițer român din Austro-Ungaria, fratele scriitorului Liviu Rebreanu.
- Maria Cioncan (1977 - 2007),  atletă română, laureată a medaliei de bronz la proba de 1500 m de la Jocurile Olimpice de vară din 2004 de la Atena.

## Obiective turistice
- Statuia „Lupa Capitolina" din Maieru
- Biserica Cuvioasa Paraschiva din Maieru (monument istoric)
- Muzeul „Cuibul Visurilor" din Maieru

## Demografie
Componența etnică a comunei Maieru
     Români (95,09%)
     Alte etnii (0,15%)
     Necunoscută (4,76%)
Componența confesională a comunei Maieru
     Ortodocși (72,78%)
     Penticostali (16,7%)
     Greco-catolici (4,53%)
     Alte religii (1,06%)
     Necunoscută (4,93%)
Conform recensământului efectuat în 2021, populația comunei Maieru se ridică la 7.579 de locuitori, în creștere față de recensământul anterior din 2011, când fuseseră înregistrați 7.089 de locuitori. Majoritatea locuitorilor sunt români (95,09%), iar pentru 4,76% nu se cunoaște apartenența etnică. Din punct de vedere confesional, majoritatea locuitorilor sunt ortodocși (72,78%), cu minorități de penticostali (16,7%) și greco-catolici (4,53%), iar pentru 4,93% nu se cunoaște apartenența confesională.

## Politică și administrație
Comuna Maieru este administrată de un primar și un consiliu local compus din 15 consilieri. Primarul, Vasile Borș[*], de la Partidul Social Democrat, este în funcție din 2016. Începând cu alegerile locale din 2024, consiliul local are următoarea componență pe partide politice:
|  | Partid                          | Consilieri | Componența Consiliului | Componența Consiliului | Componența Consiliului | Componența Consiliului | Componența Consiliului | Componența Consiliului | Componența Consiliului |
|  | ------------------------------- | ---------- | ---------------------- | ---------------------- | ---------------------- | ---------------------- | ---------------------- | ---------------------- | ---------------------- |
|  | Partidul Social Democrat        | 7          |                        |                        |                        |                        |                        |                        |                        |
|  | Alianța pentru Unirea Românilor | 3          |                        |                        |                        |                        |                        |                        |                        |
|  | Partidul Național Liberal       | 3          |                        |                        |                        |                        |                        |                        |                        |
|  | Partidul Mișcarea Populară      | 2          |                        |                        |                        |                        |                        |                        |                        |

## Imagini

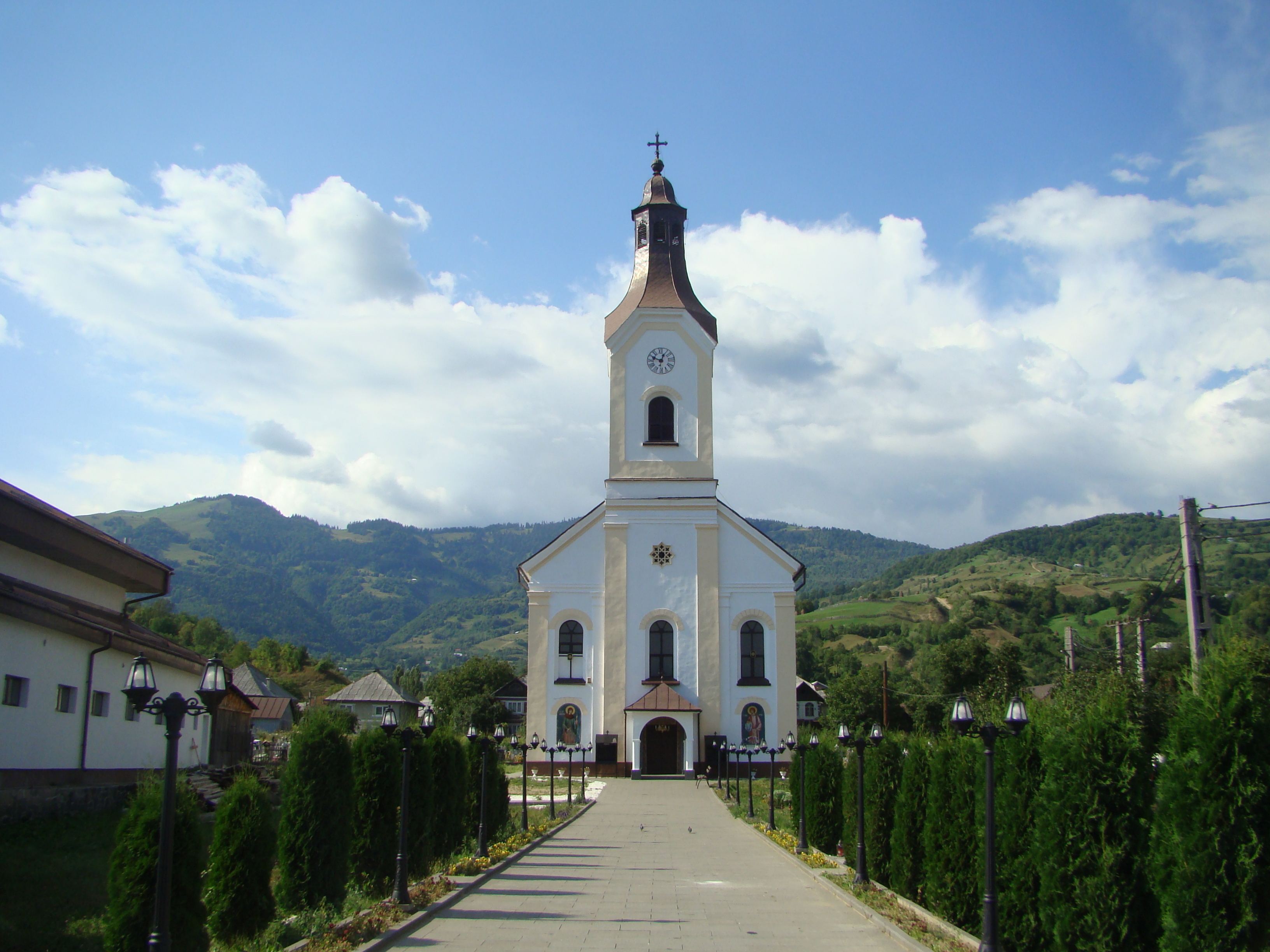
Biserica mare cu hramul Sfântul "Arhidiacon Ștefan", ctitorie greco-catolică (1872)
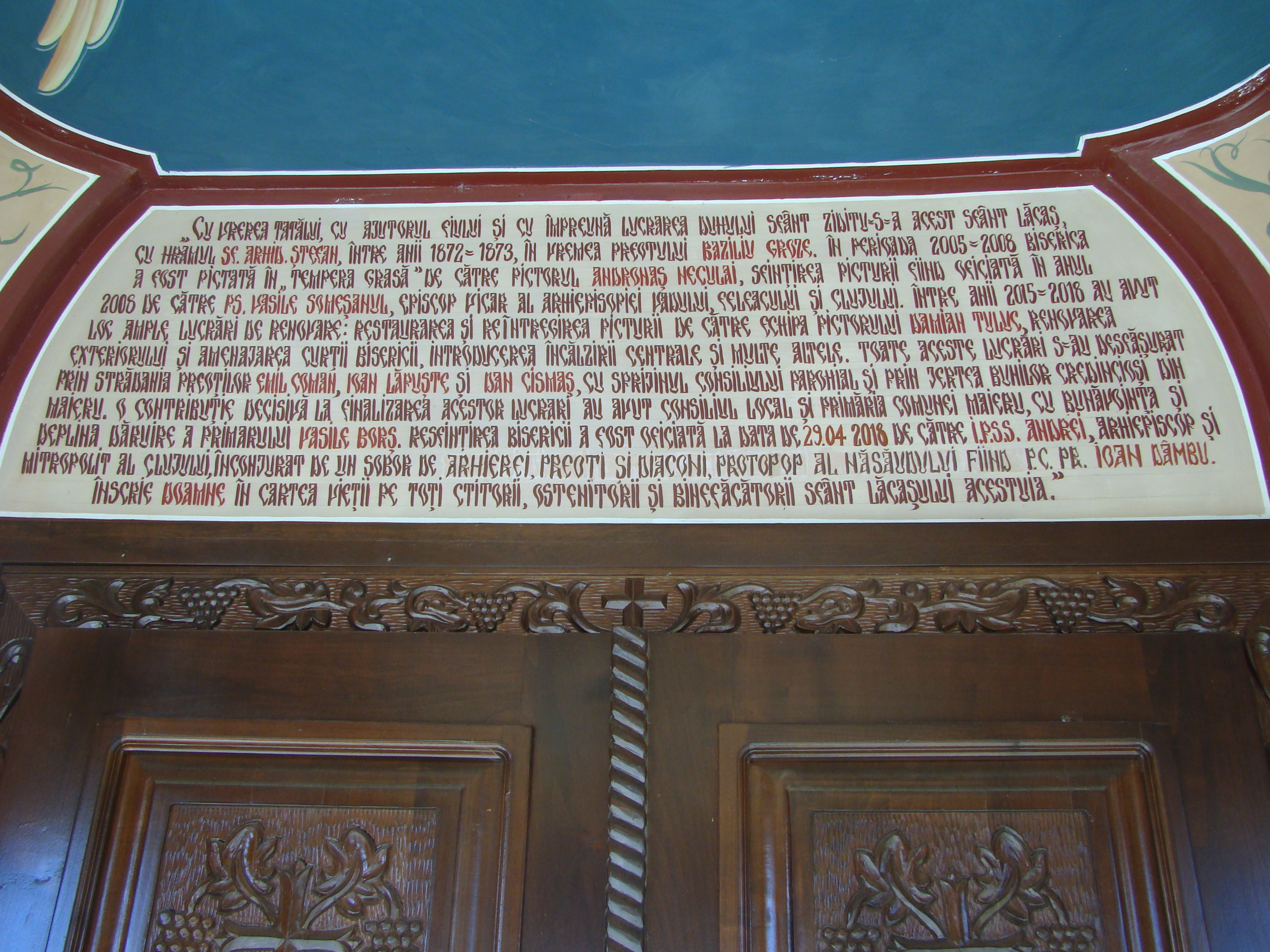
Pisanie
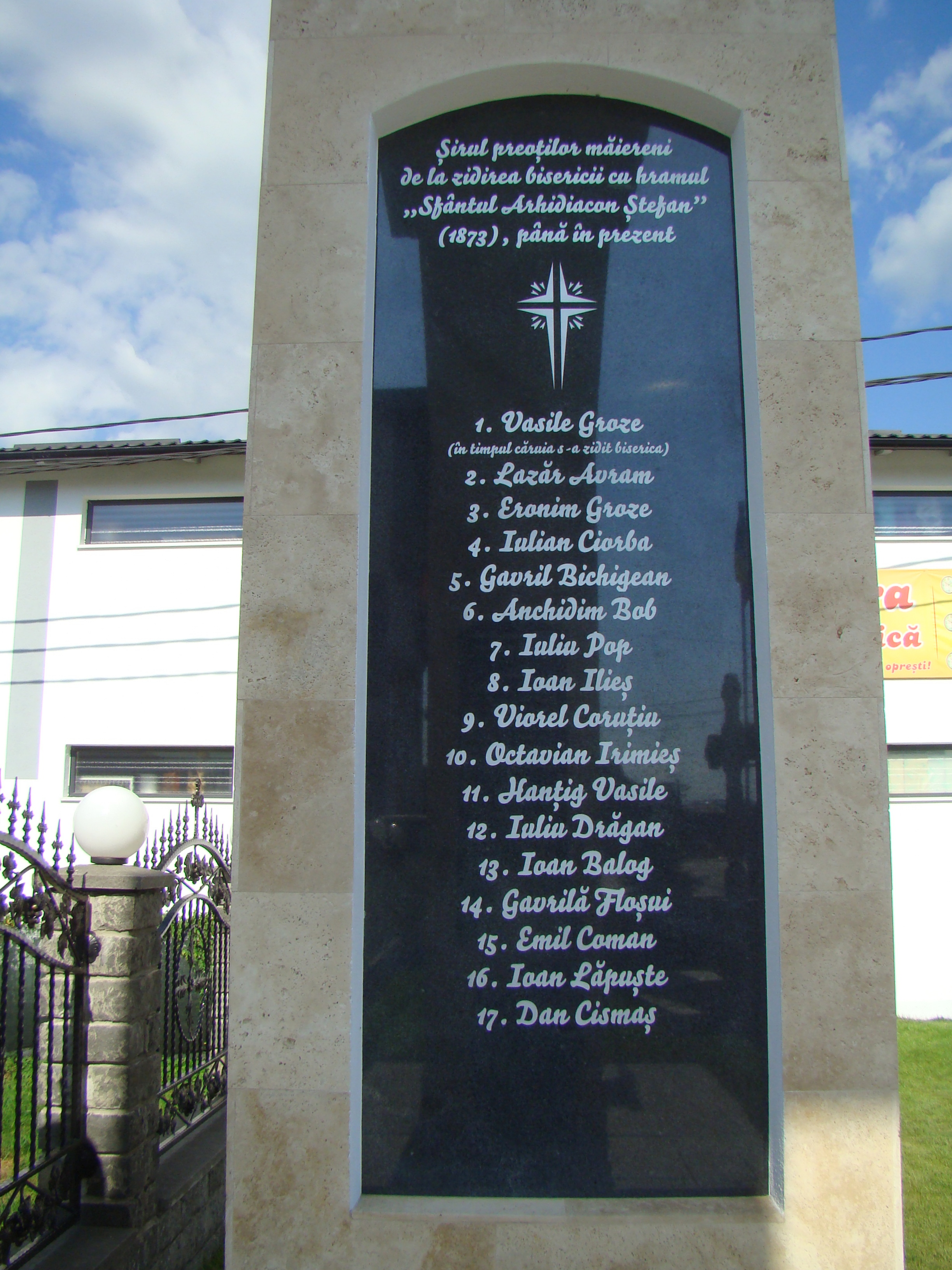
Șirul preoților măiereni de la zidirea bisericii
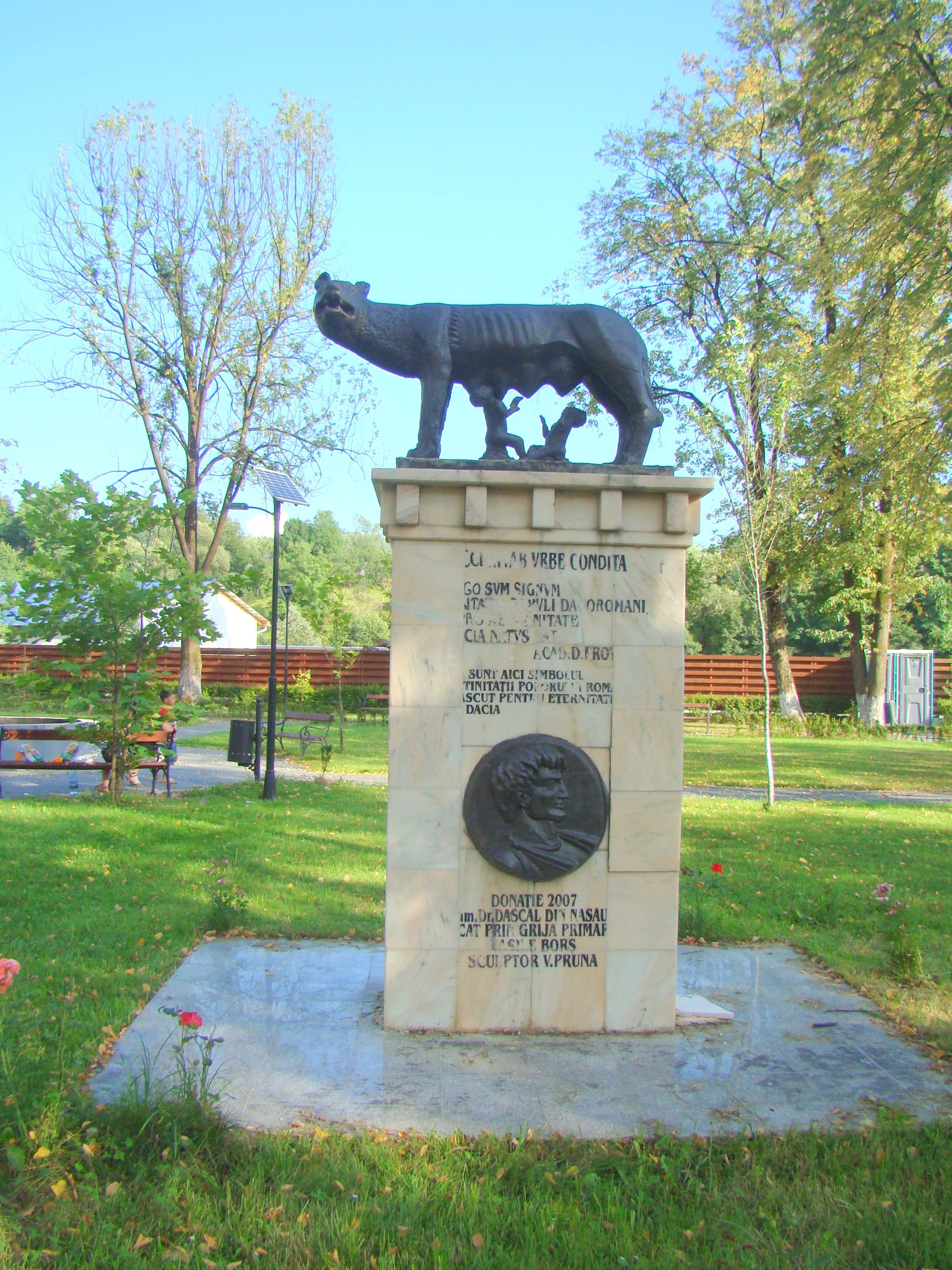
Statuia Lupoaicei din Maieru
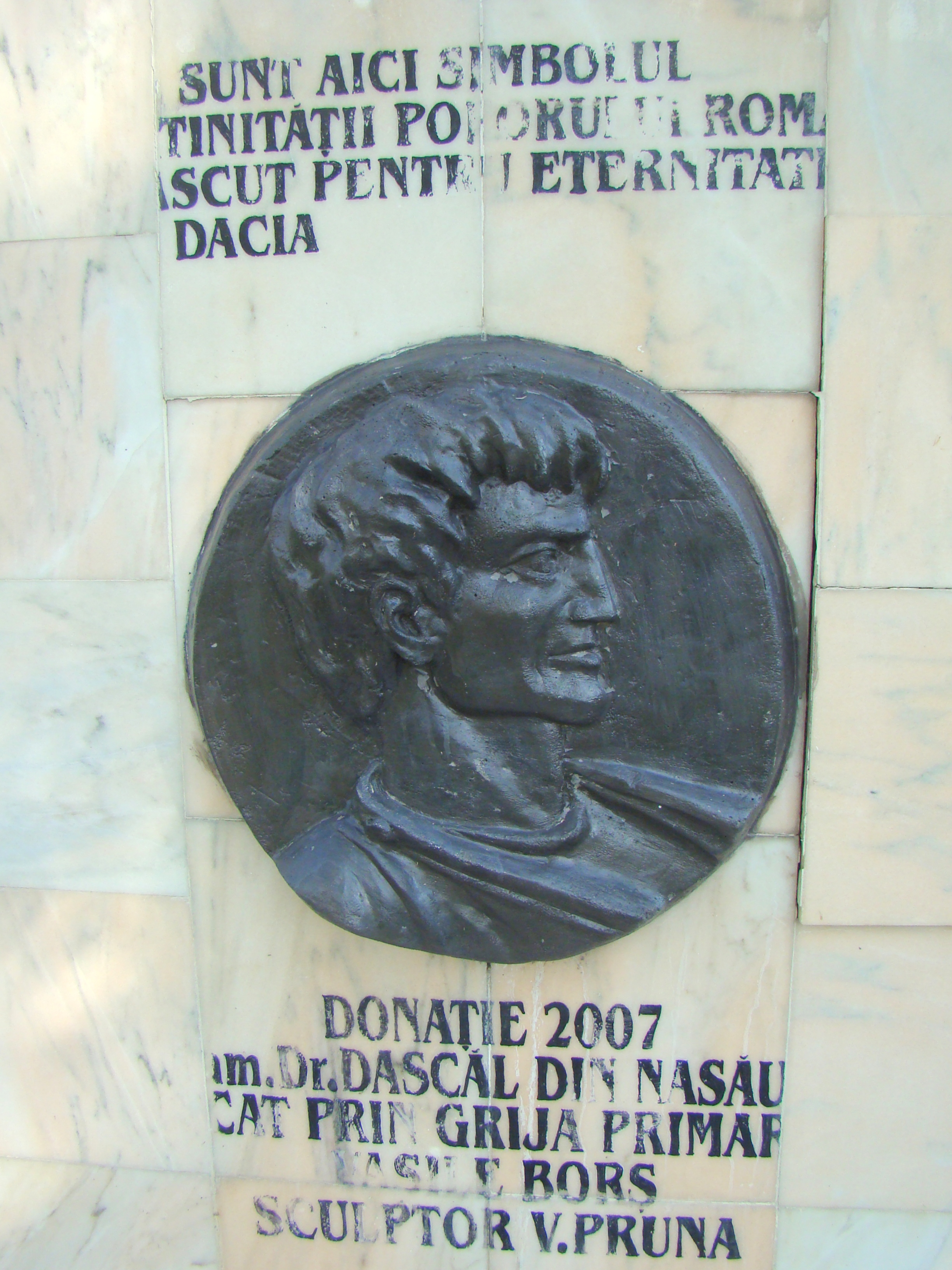
Statuia Lupoaicei din Maieru (detaliu)
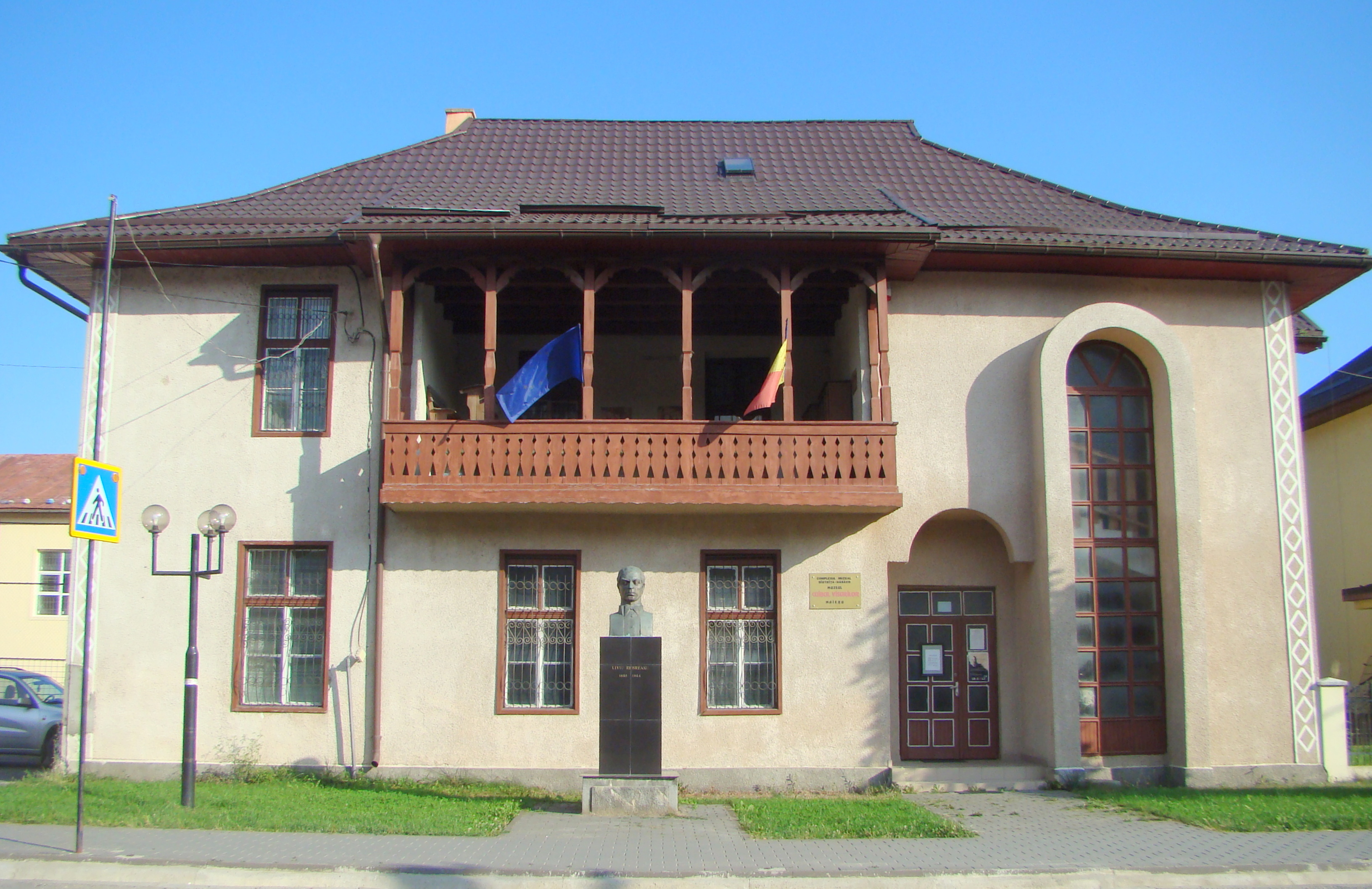
Muzeul „Cuibul Visurilor”
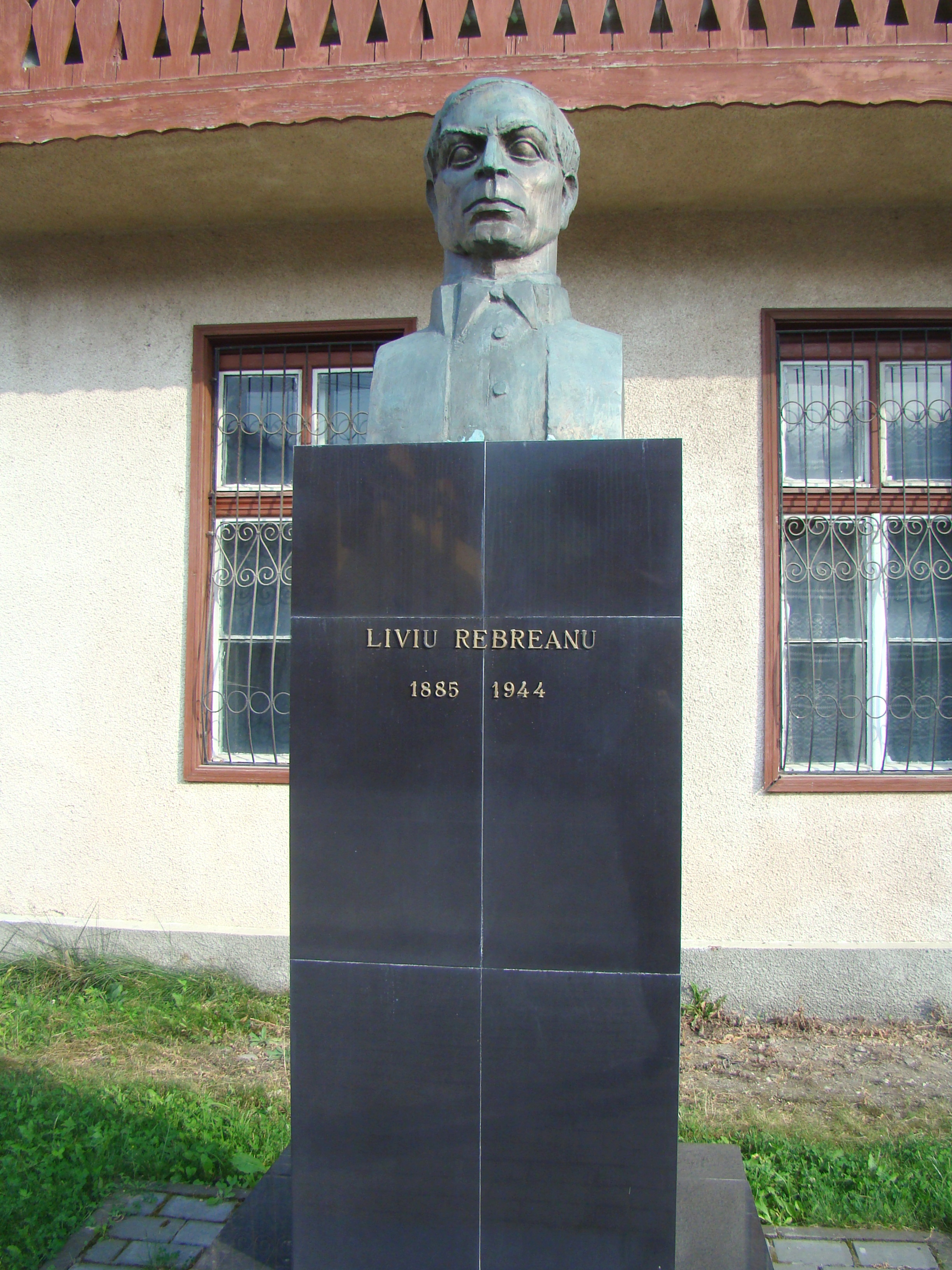
Bustul lui Liviu Rebreanu
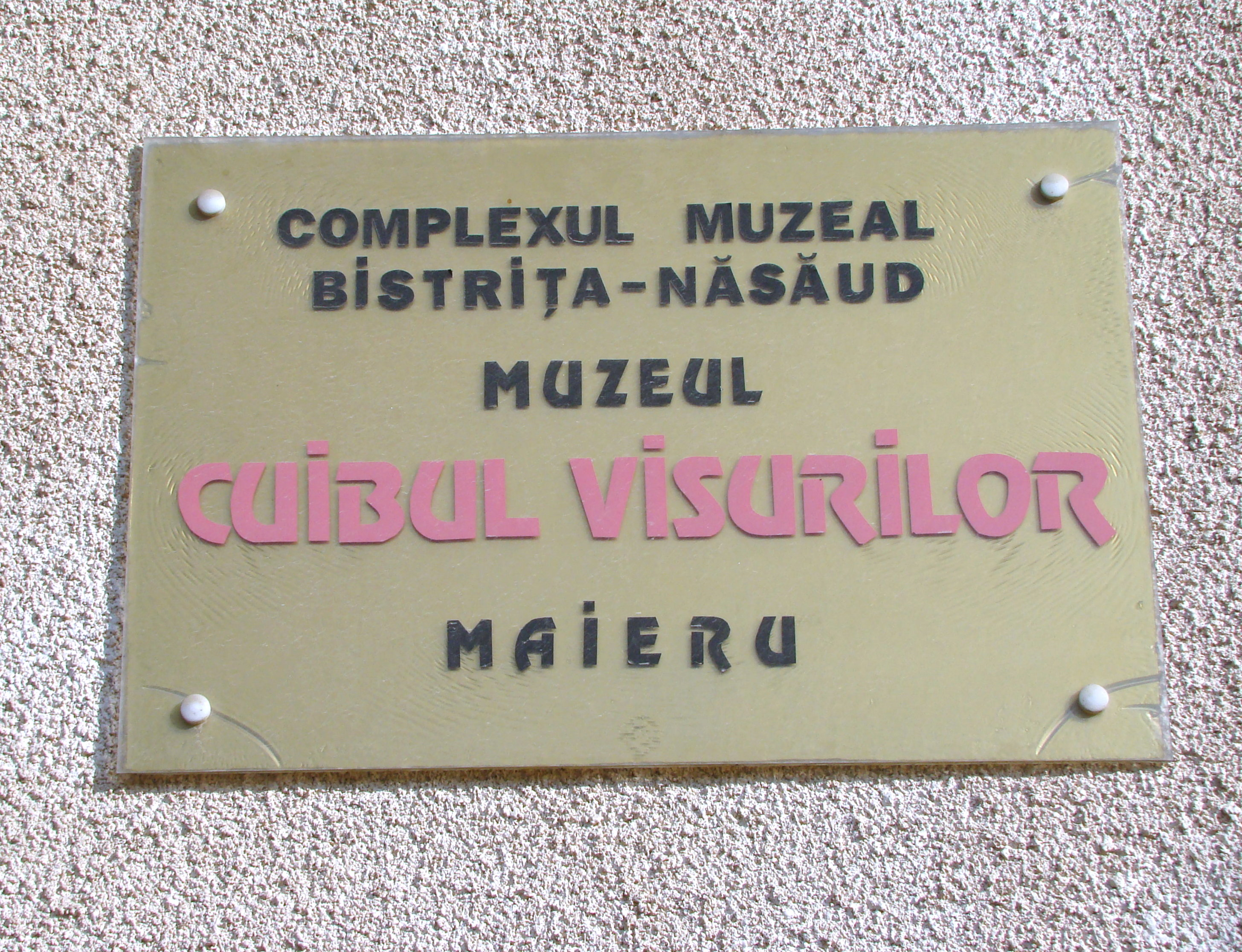
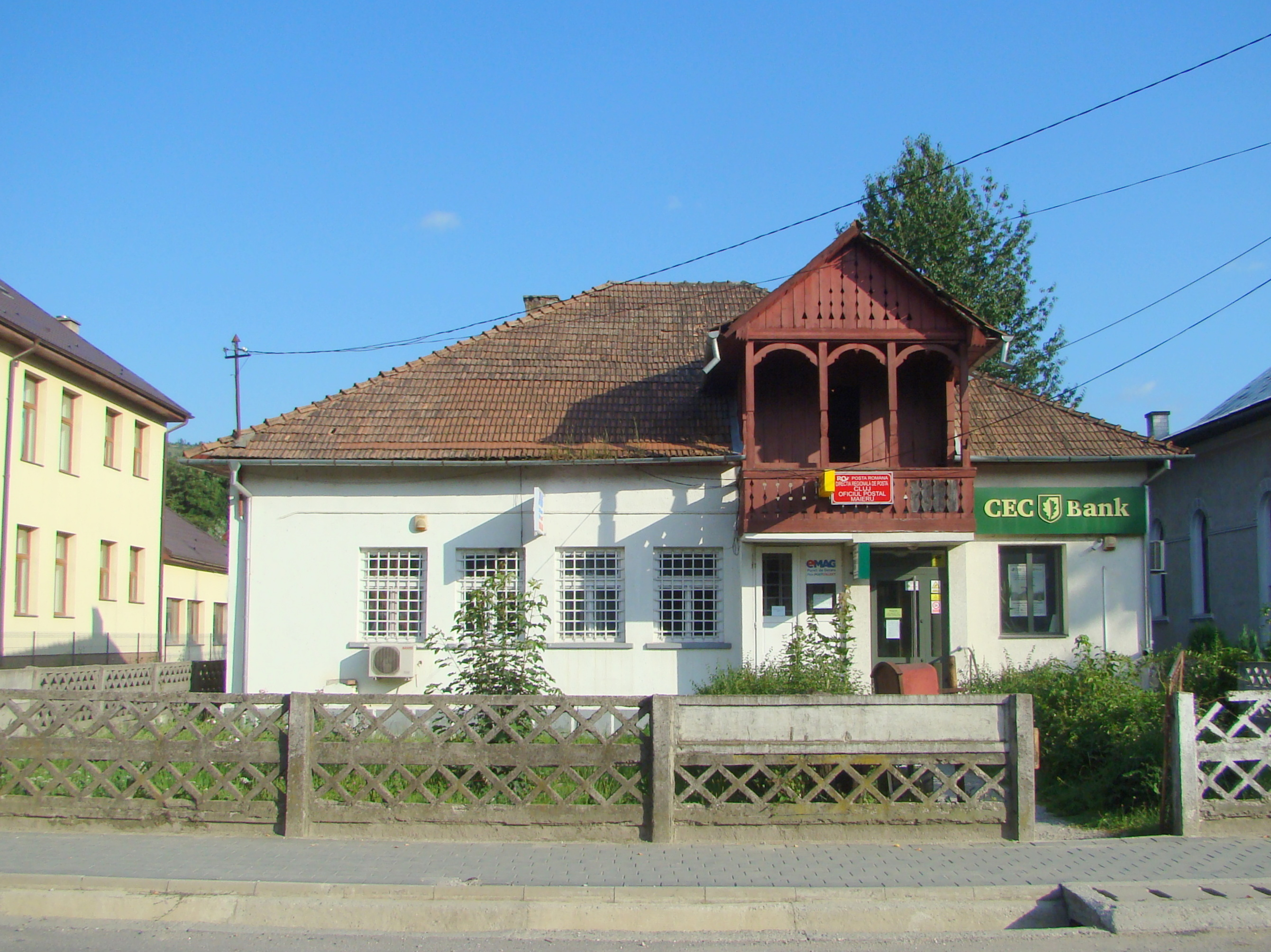
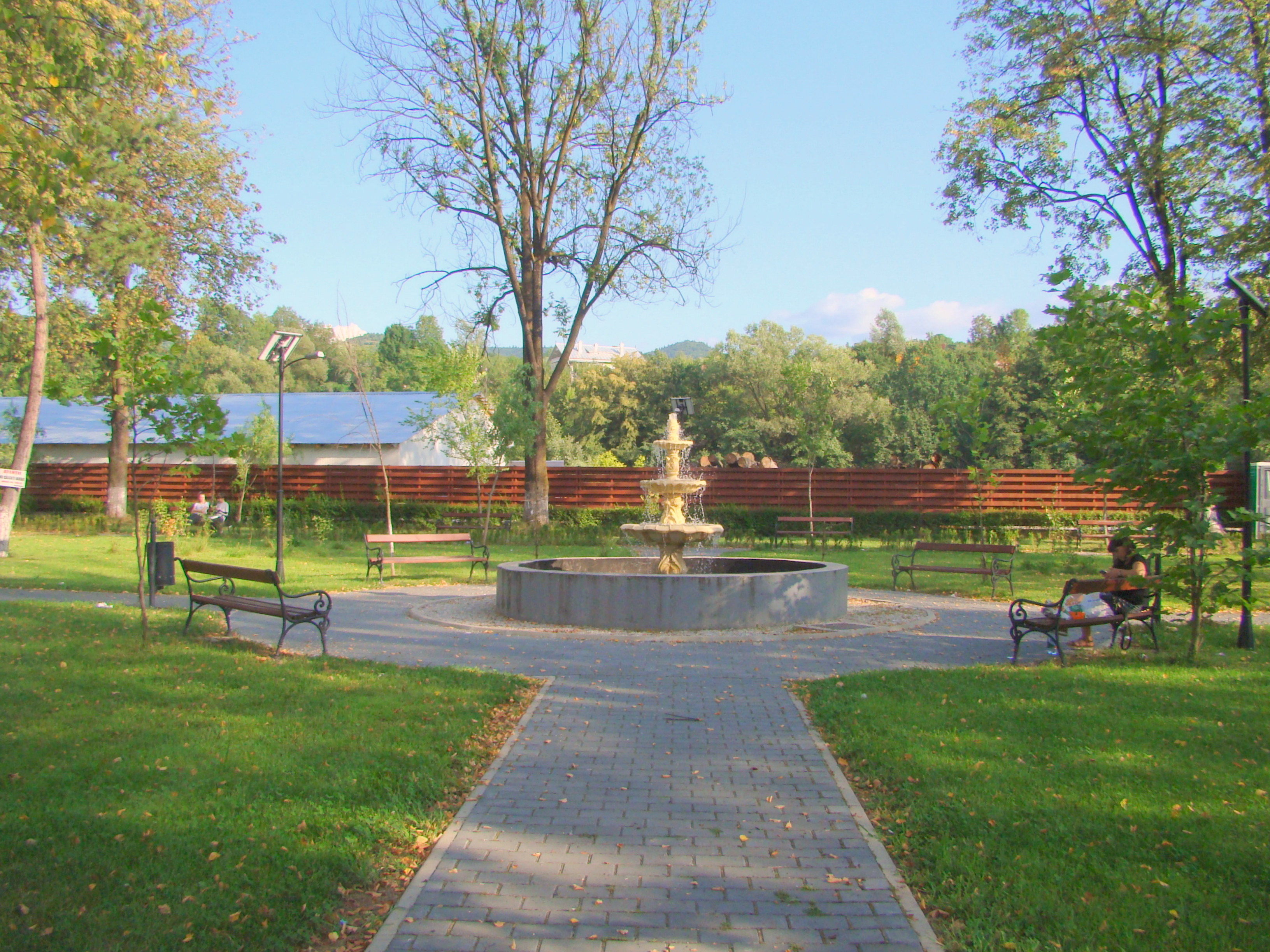
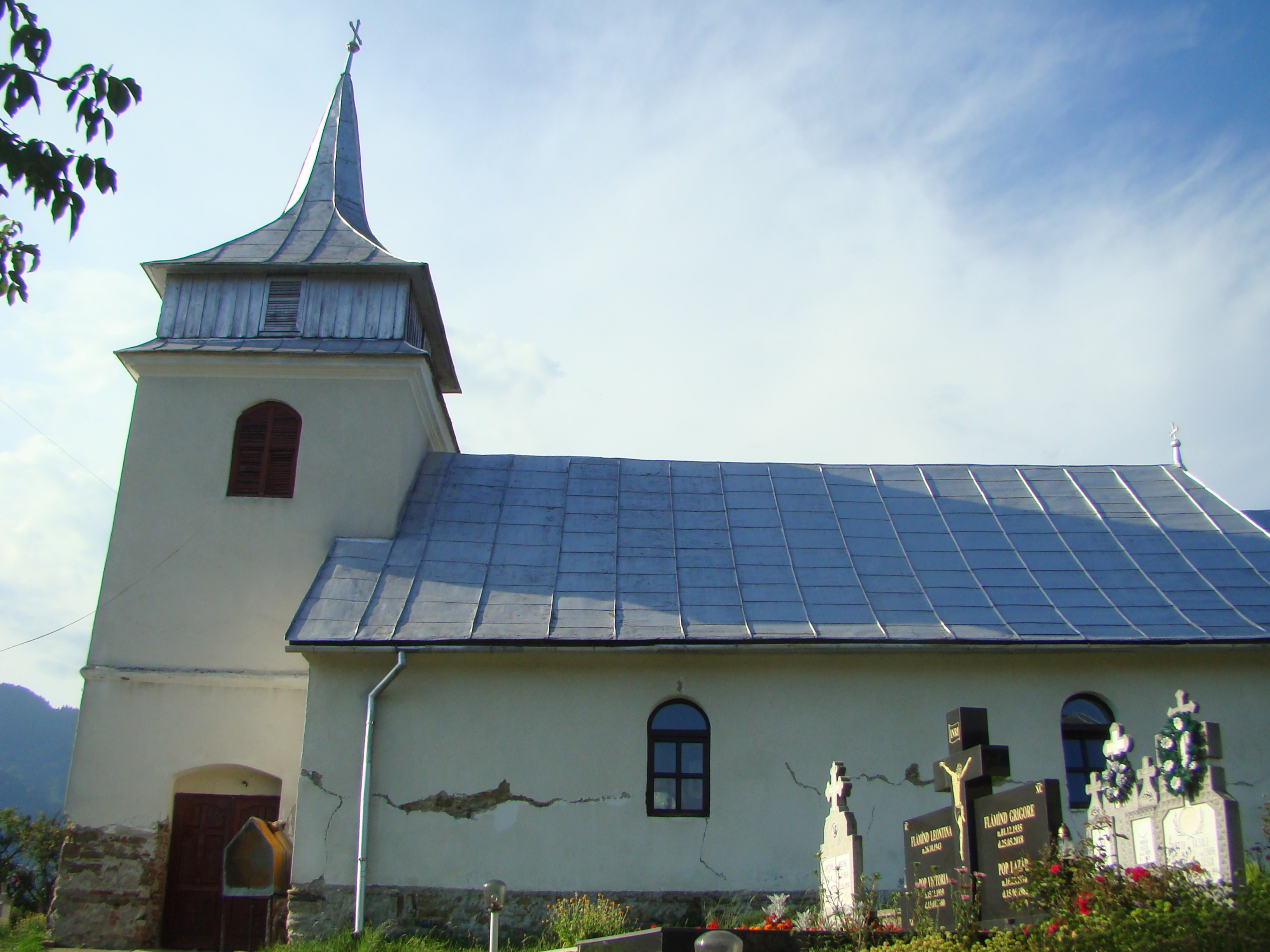
Biserica Cuvioasa Paraschiva din Maieru (monument istoric, ctitorie greco-catolică, 1818)
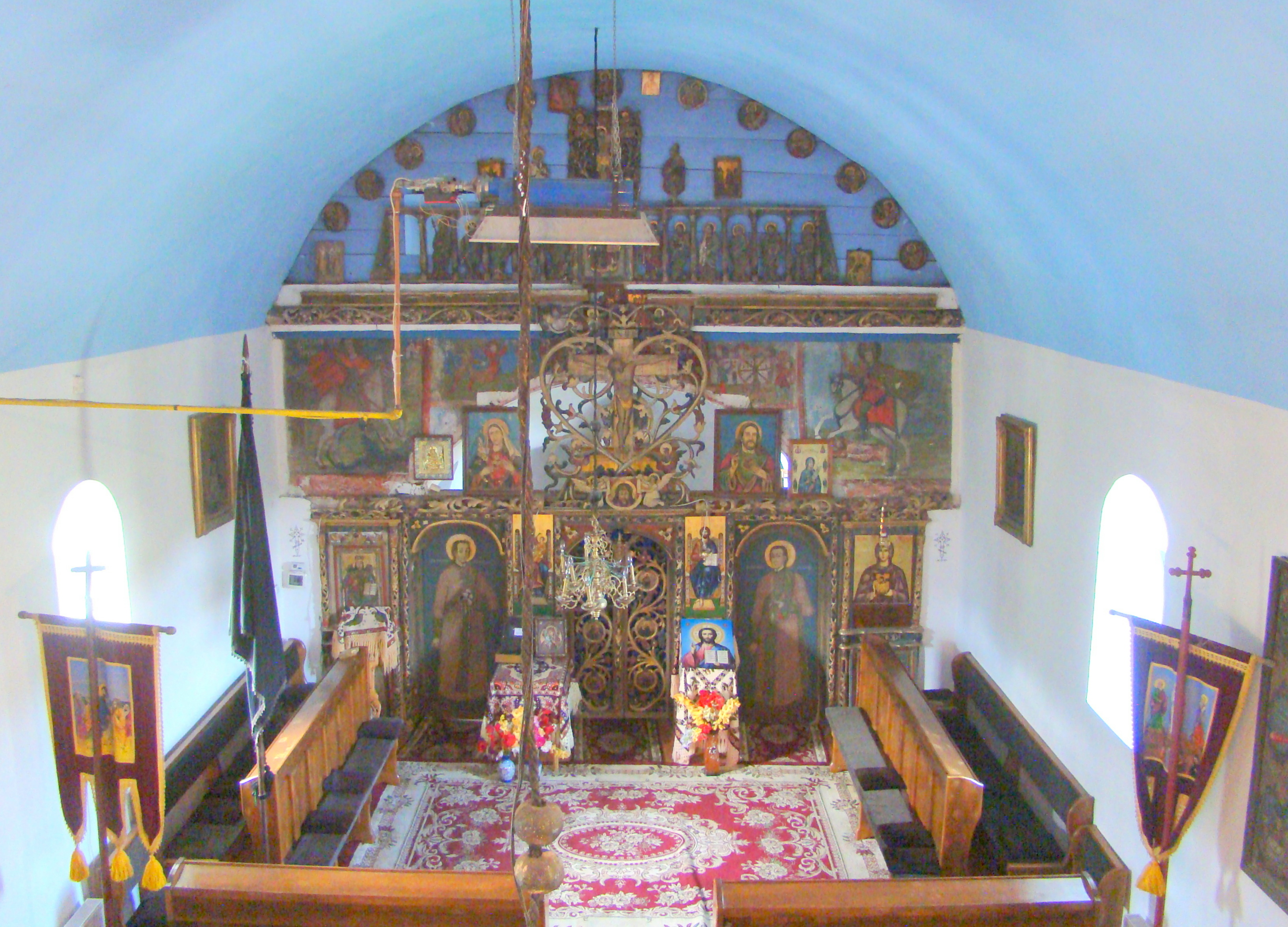
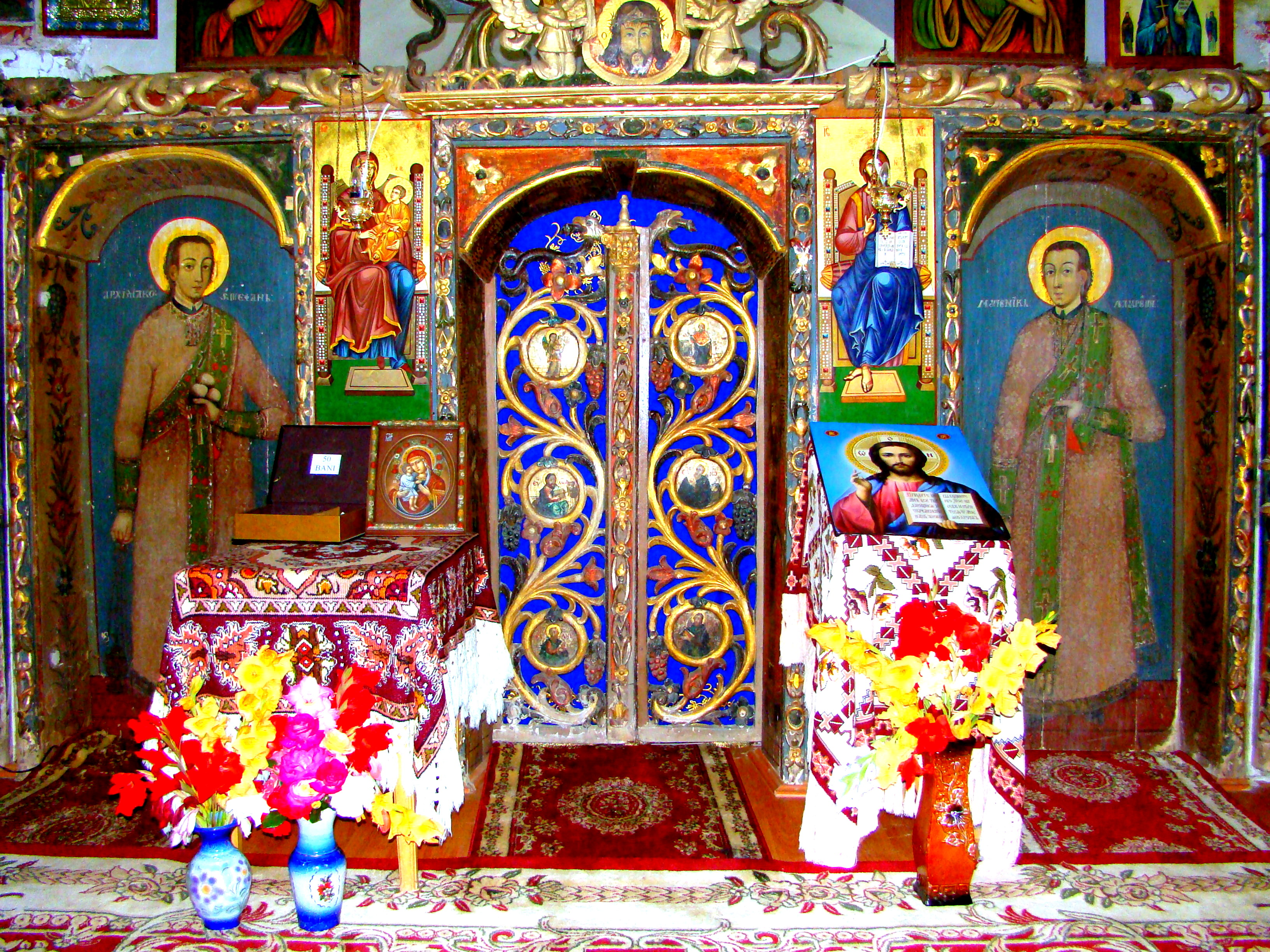
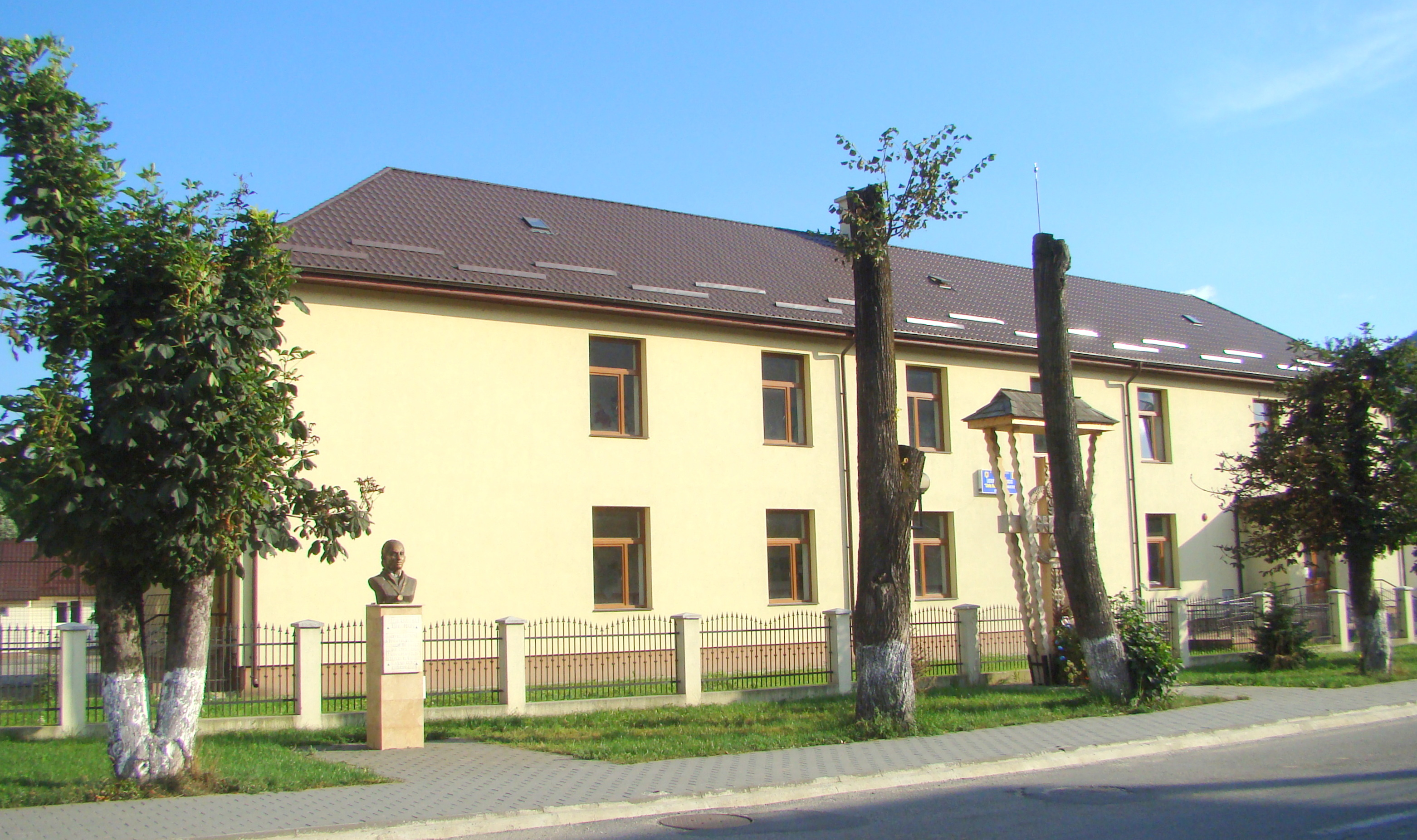
Liceul tehnologic din Maieru